# Usseau (Vienne)
Usseau település Franciaországban, Vienne megyében. Lakosainak száma 582 fő (2022. január 1.). Usseau Antran, Leigné-sur-Usseau, Saint-Gervais-les-Trois-Clochers, Thuré és Vellèches községekkel határos.

## Népesség
A település népessége az elmúlt években az alábbi módon változott:
| Lakosok száma | 648  | 630  | 628  | 607  | 604  | 601  | 600  | 591  | 582  |
|               | 2013 | 2015 | 2016 | 2017 | 2018 | 2019 | 2020 | 2021 | 2022 |